# LHS 1140b
LHS 1140b (auch ‚LHS 1140 b‘ geschrieben) ist ein Gesteinsplanet, der den roten Zwergstern LHS 1140 vom Typ M im Sternbild Walfisch (lat. Cetus) umkreist. Der Exoplanet umrundet seinen Zentralstern in einem relativ geringen Abstand, doch durch die geringe Leuchtkraft des Sterns liegt seine Umlaufbahn innerhalb der habitablen Zone, die flüssiges Wasser auf der Oberfläche erlaubt. Seine Atmosphäre wurde im Jahr 2024 mithilfe des James-Webb-Weltraumteleskops untersucht.

## Entdeckung
Der Planet wurde im Zuge des US-amerikanischen MEarth Projects entdeckt. Die radialen Geschwindigkeiten wurden vom High Accuracy Radial velocity Planet Searcher (HARPS) gemessen und konnte auch mit der Transitmethode nachgewiesen werden. Transits erlauben, die Planetenatmosphäre zu studieren.

## Umlaufbahn
Die Umlaufbahn des Planeten LHS 1140b ist fast kreisförmig, mit einem Radius von 0,095 AE, also nur etwa ein Zehntel der Distanz der Erde zur Sonne. Seine Umlaufzeit beträgt etwa 24,7 Tage.  Die Gleichgewichtstemperatur beträgt 226 K. Der Planet befindet sich also trotz der geringen Distanz in der habitablen Zone, da es sich beim Zentralstern um einen roten Zwerg handelt. Die geringe Distanz führt wohl jedoch zu einer gebundenen Rotation. Die fehlende Rotation könnte zu sehr unterschiedlichen Bedingungen auf der Tag- und Nachtseite führen, womit der Planet ein Kandidat für einen sogenannten Augapfelplanet ist.

## Eigenschaften
Die Masse des Planeten LHS 1140b beträgt das 5,6-fache der Erde und der Durchmesser etwa das 1,7-fache der Erde. Seine Dichte wird mit 5,9 ± 0,3 g/cm³ angegeben, was der Erde sehr ähnlich ist.

### Atmosphäre
Die Atmosphäre von LHS 1140b wurde mithilfe des James-Webb-Weltraumteleskops untersucht. Bei einem Planeten mit der beobachteten Masse und Dichte kann es sich gemäß aktuellem Kenntnisstand nicht um einen reinen Gesteinsplaneten handeln. Mögliche Optionen wären einerseits ein wasserstoffreicher Mini-Neptun oder andererseits ein wasserreicher Planet. Die Auswertungen der James-Webb-Daten deuten nun stark gegen die Interpretation mit einer wasserstoffreichen Atmosphäre, dies auch mit der Begründung, dass man wasserstoffreiche Atmosphären unter anderem um K2-18 b nachgewiesen hat. Die Forscher sehen hingegen Hinweise auf eine Stickstoffreiche Atmosphäre. Weitere Messungen werden nötig sein, um die Beschaffenheit der Atmosphäre von LHS 1140b zu klären.

### Simulationen der Oberflächenbeschaffenheit
Basierend auf Annahmen über die Atmosphäre wurden Simulationen zur möglichen Beschaffenheit der Oberfläche durchgeführt. Bei der Annahme einer stickstoffreichen Atmosphäre ergäbe sich möglicherweise ein Augapfelplanet mit einem bis 20 °C temperierten Ozean auf der Tagseite und einem Durchmesser von etwa 4000 Kilometern.

## Zentralstern
Der Stern LHS 1140 ist rund 48 Lichtjahre von der Sonne entfernt und hat 18 % von deren Masse. LHS 1140 ist über 5 Milliarden Jahre alt. Die Rotationszeit des Sterns beträgt 130 Tage. Es wurden bislang keine Flares beobachtet.